# Hemrik
Hemrik est un village situé dans la commune néerlandaise d'Opsterland, dans la province de la Frise. Son nom en frison est De Himrik. Le 1er janvier 2008, le village comptait 737 habitants.